# Playa de Labadi
Playa de Labadi (en inglés: Labadi Beach) o más propiamente  "La Pleasure Beach" (que se refiere a una Playa del Placer) es la playa más concurrida, en la costa del país africano de Ghana.
Es una de las pocas playas de la ciudad costera y capital de Acra y es mantenida por los hoteles locales. Una tarifa de entrada al que no se aloje en los hoteles debe pagarse. En los días festivos y fines de semana suele haber actuaciones de reggae, hiplife,  playback,  tambores y bailes culturales.